# レ・マット・リボルバー
レ・マットリボルバー（Le Mat Revolver）またはル・マットレボルバーは、フランス人医師、ジャン・アレクサンドル・ル・マットが発明した回転式拳銃。グレープショットリボルバー（ぶどう弾回転式拳銃）の通称でも呼ばれる。
1861年-1865年にかけて行われた南北戦争においてアメリカ連合国陸軍に採用されていた。

## 設計

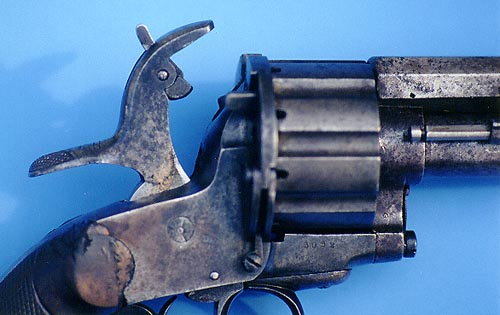
撃鉄部の拡大写真
コンバージョンされており、シリンダーにピンファイア用の孔が見える
撃鉄のファイアリングピンは下（散弾用）にセレクトされている

拳銃弾の他に散弾も発射可能な複合弾薬が使えるコンビネーションガンの一種であり、最大の特徴は回転弾倉中央のシリンダー軸が散弾のバレルとなっていることである。
中央のバレルには16番ゲージの散弾が納められており、撃鉄のファイアリングピンを上下に選択することで拳銃弾と散弾を撃ち分けることが可能で、9連発の装弾数と合わせて当時としては破格の火力を発揮できた。
オリジナルは前装式のパーカッションロック式（管打式）であるが、後にピンファイア（写真）やリムファイア式の実包が使用可能に改造されたモデル（コンバージョンガン）も存在する。口径は42が大半だが36口径のモデルもある。また、リボルビングライフルも少数製造され、その内の1丁が幕末の日本へ輸入され靖国神社に所蔵されている。
オリジナルの拳銃用バレルはオクタゴンバレル（八角銃身）だが、製造年代によっては円筒形の通常バレルの物も混在している。

## 歴史
1855年に特許が取られ、南北戦争で南軍が制式採用して約2,500丁が使用された。だが、工業力の低い南部では生産が難しいため、実質的には大部分が英国、あるいはフランス、ベルギーなど他国の銃器会社で製造された。
フランスでは監獄の看守用自衛火器として採用されているが、構造上、センターファイア実包が使用不可能な設計のために、本格的な金属薬莢時代が訪れると廃れていった。
近年ではイタリアやスペイン製のレプリカモデルが発売されている。ただし、アメリカでは市販品で42口径の弾丸が入手困難なため、レプリカでは使用する弾丸を入手し易い44口径弾へ改めている。